# Nyugat-togói felkelés
A nyugat-togói felkelés egy jelenleg is zajló fegyveres konfliktus Kelet-Ghánában, az egykori Brit Togo nevű gyarmat területén, Togo szomszédságában. Az ewe nacionalistákat tömörítő Nyugat-togói Restaurációs Front (röviden WTRF) kezdeményezett harcot a ghánai erőkkel szemben, hogy a térségben önálló államot hozhasson létre Nyugat-Togo néven.
A Ghánától történő elszakadást elsősorban az ewék támogatják, akik az ország középső és déli részén élnek többségben. Az északi területen, ahol kisebb az ewék száma, az elszakadási mozgalom támogatottsága is korlátozott.
A konfliktus gyökerei még a brit gyarmati uralom és Ghána függetlenné válásának idejére vezethetők vissza. A terület lakossága, különösen ewék azt nehezményezik, hogy helyzetük pontos rendezése elmaradt és nem tisztázták kellően, hogy a térség akar-e Ghána része lenni vagy sem. Nyugat-Togóban több mozgalom is létrejött a függetlenség kivívására, amelyek jogi eszközökkel is törekedtek illetve törekednek elérni céljaikat és a Nem Képviselt Nemzetek és Népek Szervezete (UNPO) is támogatja őket.
Intenzitását tekintve a konfliktus nem nagy, mindenesetre több ország aggodalommal figyeli, mivel Afrika ezen részén több helyen is vannak szélsőségesebb szeparatista szervezetek.

## Előzmények
Az első világháború előtt a mai Togo és Nyugat-Togo területét a Német Birodalom uralta, mígnem Nagy-Britannia és Franciaország elfoglalták a Német Togót és felosztották egymás között. A Francia Togo 1960 lett független.
Ghána már 1957-ben az önállóság útjára lépett, de az ezt megelőző években ezt már problémássá tette a Brit Togo kérdése. Az ENSZ javaslatára a britek népszavazást tartottak a Brit Togóban, ami viszont nem kínált túl sok választási lehetőséget az ittenieknek, ugyanis csak két választás volt adott: vagy Ghána részei lesznek vagy maradnak brit függésben. Az ewe csoportok emiatt bojkottálták a népszavazás. Végül a voksolók szűk többsége a Ghánához való tartozás mellett döntött. Nyugat-Togo nem lett külön közigazgatási egység Ghánán belül, hanem három (majd később öt) régióba osztották be.
Ghána függetlensége óta eltelt évtizedekben több mozgalom is létrejött, mint a Togoföldi Kongresszus vagy a Nyugat-togói Felszabadítási Mozgalom, a Tolimo (utóbbit az 1970-es évektől illegális szervezetnek számít Ghánában). 1973-ban a ghánai hatóságok összetűztek demonstráló helyiekkel a Volta régióban, ahol az ewék élnek többségben. Felmerült annak lehetősége, hogy Nyugat-Togónak és Togónak egyesülnie kell, mivel utóbbi országban is az ewék alkotnak többséget, így a nyugat-togói ewék számára előnyösebbnek mutatkozott a Togóhoz való tartozás.
2017-ben a Honi Csoport Szervezet lépett fel a nyugat-togói függetlenség szószólójaként, amely szintén összetűzésbe keveredett a hatóságokkal. A Honi Csoport a törvényes keretek között követelte a terület önállóságát, de alulmaradt.
2019. május 5-én a Honi Csoport 9 vezetőjét vették őrizetbe, mert azt tervezték, hogy kimondják a Volta régió függetlenségét. Három nappal később további 81 embert vettek őrizetbe, részben mert nem engedélyezett demonstrációra készültek. A ghánai hatóságok végül nem kezdeményeztek felelősségre vonásokat és az őrizetesek is mind elengedték óvadék ellenében.
A Nyugat-togói Restaurációs Front 2020. szeptember 1-jén kirobbantotta végül a felkelést. Szeptember 25-én bejelentették Nyugat-Togo függetlenné válását Ghánától.

## A felkelés
Annak ellenére, hogy az accrai központi kormány nem vette komolyan a nyugat-togói függetlenségi nyilatkozatot, a ghánai rendőri és fegyveres erőknek rögvest a bejelentés után harcokba kellett bocsátkozniuk. A WTRF emberei elfoglaltak egy fegyverraktárt és utakat zártak le a Volta régióban. Aveyime és Mepe városaiban elfoglalták az ottani rendőrőrsöket, a rendőrök fegyvereit elvették, a foglyokat kiszabadították és a rendőrség kisteherautóit is lefoglalták. Az akcióknak néhány halálos áldozata is volt.
A rendőrség és katonaság gyors válaszlépéssel élt, s elfogták a WTRF 31 tagját. A kialakult tűzharcban egy szeparatista meghalt, három megsebesült.
A katonaság Juapongban is felszámolt egy barikádot, s a házkutatások során letartóztattak mindenkit, akiről azt gyanították, hogy szeparatista. A elfogott személyeket a katonák meg is verték, két ember, akiket lövés ért, meghalt. Egy másik városban, Battorban három ember halt meg az összetűzésekben.
Szeptember 27-én mérsékelt szervezetek rendkívüli közgyűlést tartottak a Nyugat-Togo központjának számító Hóban, ahol elítélték a WTRF erőszakos fellépését. Az egyik helyi törzsfő, IV. Togbe Tepre Hodo nyilatkozatában a béke megőrzésére szólított fel. Arra is próbált választ keresni, hogy a felkelők hogyan tudtak készíteni zászlókat vagy olyan táblákat, amelyeken Nyugat-Togót, mint független államot jelezték. A törzsfő kitért arra is, hogy a katonaság ártatlan járókelőket is őrizetbe vett vagy inzultált, illetőleg feltette a kérdést, hogy kik voltak pontosan azok, akik Juapongban és Battorban meghaltak? A nyilatkozat aggodalmát fejezte ki amiatt, hogy a ghánai nemzetbiztonsági erők nem rendelkeznek információkkal a WTRF tevékenységéről, mert ebben az esetben közbelépéssel meggátolhatnák a készülő akciókat.
A következő hetekben-hónapokban az fegyveres összetűzések folytatódtak, ám nem történt eszkaláció és a felkelés csak Nyugat-Togó déli részén okozott nagyobb nyugtalanságot. Szeptember 29-én szeparatisták támadtak meg egy buszpályaudvart Hóban. Egy nem sokkal azután kezdődő demonstrációban a rendőrség harminc embert tartóztatott le, egy pedig meghalt egy kialakult tűzharcban.
A pályaudvar elleni támadással a Honi Csoportot gyanúsították, ám a szervezet vezetőit tagadták a vádakat. Ezalatt a hatóságok további letartóztatásokba kezdtek és nyomoztak a korábbi, rendőrőrsöket ért támadások után.
Mivel Ghánában választásokra készültek, a különböző pártok egymás kompromittálására használták fel a nyugat-togói felkelést, s némely frakciók paradox módon egymást vádolták a szeparatisták támogatásával Kelet-Ghánában, holott a ghánai pártoknak valószínűleg semmi közük az elszakadni vágyó fegyveres és más csoportokhoz.
Október első napjaiban a hatóságok több mint hetven személyt vettek őrizetbe és elrabolt fegyvereket szereztek vissza. A Honi Csoport Szervezet vezetője, Charles Kwame Kudzordzithe nyilatkozatában elítélte az erőszakot október 6-án és béketárgyalásra szólította fel a ghánai hatóságokat is.
Október 9-én szeparatisták újabb barikádokat emeltek az utakon, de ezeket a hatóságok másnap felszámolták.
Október 13-án olyan videó került fel a közösségi oldalakra, miszerint a nyugat-togói szakadárok több mint négyezer harcost képeznek ki állítólag Togóban. A csoport, amely magát Sárkányok-nak hívja, üzenetet is küldött a ghánai kormánynak, hogy három héten belül betörnek Nyugat-Togóba, s elfoglalják az országot. Az állítólagos csoport még a Volta régió közösségeihez is felhívást intézett, hogy ne hagyják magukat megtéveszteni.
A videót egy biztonsági szakértő elemezte, aki szerint kétséges, hogy négyezer embere lehet ennek a bizonyos csoportnak, sőt a felvétel inkább propagandacélzatú és félrevezető.
Az az évi ghánai választásokat november végén Nyugat-Togóban is megtartották, melynek biztosítására a katonaság is ügyelt.
A harcok 2021. februárjában kezdődtek újra, amikor ismeretlen fegyveresek ghánai területen, Nyugat-Togón kívül, Kwaebibiremben megtámadtak rendőrjárőröket. Az összetűzésben egy rendőr meghalt, egy megsebesült. Április 30-án három rendőrtisztet vettek őrizetbe, mert állítólag szimpatizáltak a szeparatistákkal.
2022. január 10-én hat szeparatistát vettek őrizetbe, akik egy bank megtámadására készültek Hohoeban. Áprilisban készültségbe helyezték a biztonsági erőket, mert megnőtt a veszélye, hogy ismét olyan harcok törnek ki Nyugat-Togóban, mint 2020. szeptemberében.

## Nemzetközi reakciók
Az UNPO párbeszédre és az erőszak beszüntetésére szólított fel, amely ugyanakkor támogatja a nyugat-togói függetlenség ügyét. Az Egyesült Államok ghánai nagykövetsége a feszült helyzet miatt máig nem tanácsolja állampolgárainak, hogy Kelet-Ghánába, különösen a Volta régióba utazzanak. Kamerun, bár közvetlenül nem határos Ghánával, de aggódik a felkelés miatt, mely esetleg hasonló lépésre ösztökélné az ország északkeleti felén fekvő Ambazóniát, ahol szintén elszakadásra törekszenek szeparatisták, s akik 2023-ban végül gerillaháborúba fogtak.